# ريحان الله البروجردي
السيد ريحان الله بن جعفر الدارابي البروجردي الطهراني (ت. 1328 هـ). هو رجل دين ومرجع شيعي إيراني من أهل بروجرد، وأحد أبناء الفقيه والمتكلِّم جعفر الدارابي.
ترجم له محسن الأمين في أعيان الشيعة مثنياً عليه بالقول أنَّه «عالم فاضل من مشاهير علماء إيران»، ثمَّ عرَّج على ذكر كتبه، فقال: «له خزانة كتب في طهران غاية في كثرة العدد وجودة الآثار في فنون شتى وقد قومت بثمانين ألف دينار عراقي». وكانت ولادته بمدينة بروجرد، وبها نشأ، وأخذ فيها مقدِّمات العلوم الحوزوية، ثم ارتحل إلى إصفهان للتعمُّق في دراساته أكثر، ثم شدَّ رحاله إلى النجف وقضى بها سنين عديدة. ثمَّ رجع إلى موطنه بروجرد مدَّة قليلة قبل أن يختار همدان مسكناً له لسنوات عديدة، ثمَّ هاجر إلى طهران وبها آلت إليه المرجعية واستقرَّ بها إلى أواخر أيَّام حياته، وكان له فيها مكتبة تضم ما يزيد على الألفين مجلداً.

## مؤلفاته
| - الشموس الطالعة في شرح الزيارة الجامعة. - فواكه الفقهاء. | - ريحان القلوب. - رسالة عملية. رسالة عمليَّة حاوية لفتاواه الفقهيَّة. |